# Marshall Govindan

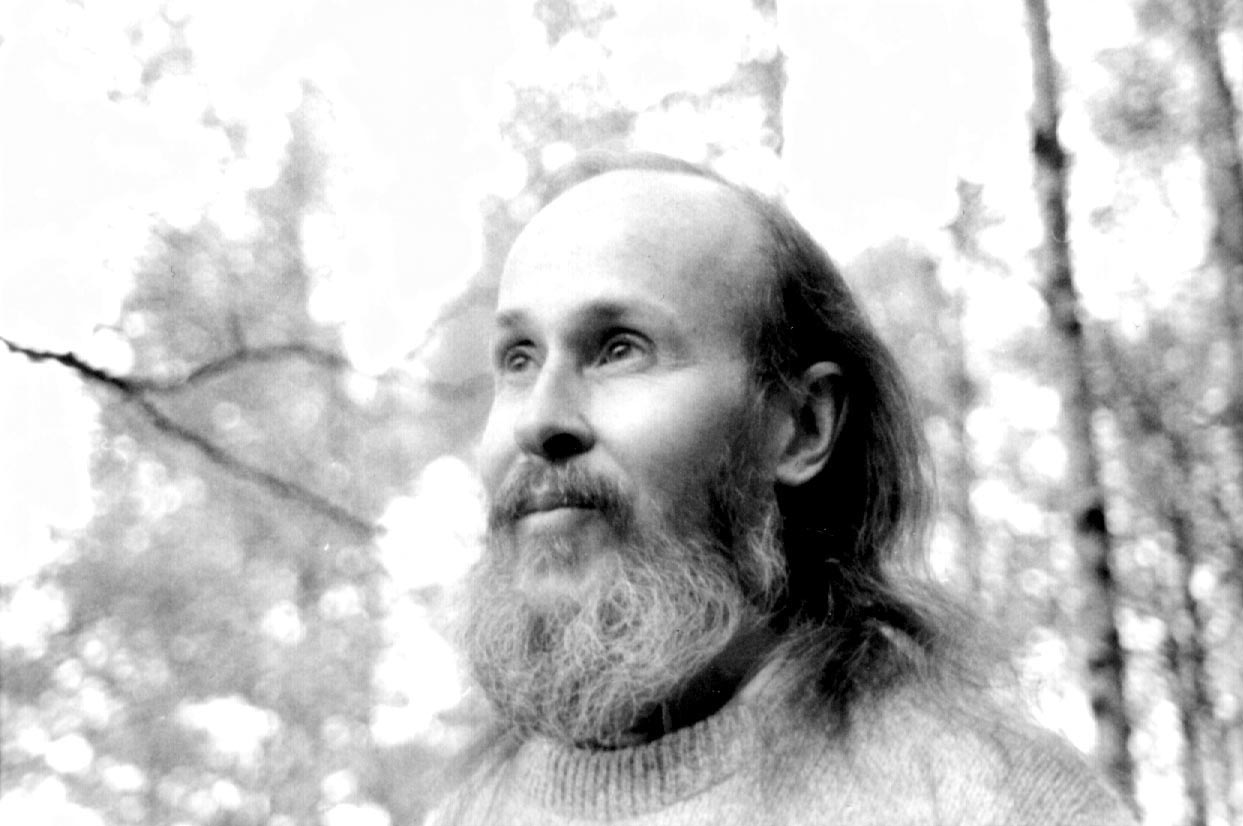
Marshall Govindan

Marshall Govindan (ou Yogacharya M. Govindan Satchidananda) é um Kriya Yogi, autor de vários livros e editor de obras clássicas do Yoga e do  Tantra e um Acharya, professor qualificado de Kriya Yoga.  Presidente da Babaji's Kriya Yoga and Publications, Inc e Presidente da Ordem de Acharyas de Kriya Yoga de Babaji - uma organização sem fins lucrativos com mais de 25 professores formados em Kriya Yoga que atuam em mais de 20 países.  Marshal Govindan dirige também ashrams em St. Etienne de Bolton, Quebec, Bangalore, India, Colombo, e Sri Lanka.  Desde 1989 iniciou pessoalmente mais de 10.000 pessoas em Kriya Yoga de Babaji , a partir de encontros e retiros intensivos em todo mundo.  Seus livros Os Kriya Yoga Sutras de Patanjali e os  Siddhas, e The Wisdom of Jesus and the Yoga Siddhas Siddhas (A Sabedoria de Jesus e dos Yoguis Siddhas), demonstram  as conexoões  e  os paralelos entre os  ensinamentos de sabedoria   de Jesus, Patanjali, Tirumular, Os yoguis Siddhas Tamis.  Desde o ano 2000, tem financiado e  dirigido uma equipe de seis pesquisadores eruditos através do Projeto de Pesquisa de Siddha Yoga, em Tamil Nadu na Índia,cujos objetivos visam a preservação, transcrição, tradução, redação de comentários e publicação das obras únicas e raras dos 18 Yoguis Siddhas Tamis, a partir dos  manuscritos originais escritos em folhas de palmeiras antigas.  Até então, parte dessas obras fundamentais da filosofia Yoga, do Tantra, do Teísmo monístico e da Filosofia Siddha, eram desconhecidas no ocidente. A tradução para o inglês  de Tirumandiram -  um dos mais  importantes  textos sagrados relacionados ao Yoga - coordenada por M. Govindan, é por sua vez, a primeira tradução com inclusão de comentários sobre cada verso ( sutras )já editada no ocidente tendo resultado em um conjunto de 10 volumes .Trata-se da mais recente produção do Projeto, sete no total neste Projeto.
Govindan foi homenageado em 17 de janeiro de 2010, em Chennai na Índia pelo governo indiano, em reconhecimento a sua participação na edição dessa obra monumental.
Em 2008, recebeu o título de "Yoga Acharya" pela Federação Francófona de Yoga, integrando-se assim ao  restrito grupo de  39 membros vitalícios do Conselho Mundial de Yoga" tendo sido  escolhido dentre os mais de 10.000 membros na Federação Internacional de Professores de Yoga  por suas contribuições para o conhecimento da Yoga.
M. Govindan Satchidananda recebeu o honorável “Prêmio Patanjali” de 2014 por seu excepcional serviço ao Yoga. Ele o recebeu do Conselho Mundial de Yoga e do Dharmachari Swami Maitreyananda, Presidente da Federação Internacional do Yoga, que é a associação e cadastro de professores de Yoga mais antiga e a maior de nível internacional. Satchidananda foi adicionado a uma longa lista de ganhadores que recebem este prêmio a cada ano desde 1986. Veja a lista dos ganhadores prévios deste prêmio aqui.

## Carreira
Em 1970, após sua  formatura na Escola Superior de Assuntos Estrangeiros de Georgetown University’s School of Foreign Service foi iniciado em Kriya Yoga pelo Yogi SAA Ramaiah (1923-2006) e.permaneceu  seu  discípulo até o final de 1988,  apoiando-o no estabelecimento de 23  Centros de Kriya Yoga  ao redor do mundo.  Ele relatou seus dois encontros com Babaji Nagarah, o guru do Yogi Ramaiah na região acima de Badrinath no Himalaia em 1999  e tem escrito extensivamente sobre Babaji e o os Siddha Yoguis.

## Comentários
O acadêmico e especialista em estudos sobre a India o Yogui, Dr. Georg Feuerstein em referência a publicação de Tirumandiram por M,Govindan escreve: "Os amantes da Yoga de língua inglesa e a comunidade acadêmica devem agradecer a Marshall Govindan (Satchitananda) por iniciar e sustentar este gigantesco projeto" 
Feuerstein em seu “Yoga Journal “de 1996, revisando a edição de Thirumandiram: Um clássico de Yoga e Tantra, elogia M,Govindan por sua contribuição ao Yoga Clássico, ao  editar e publicar uma das quatro obras literárias mais importantes relacionadas ao Yoga.
Feuerstein no seu “Yoga Journal”, revendo o Kriya Yoga Sutras de Patanjali e os Siddhas escreveu em novembro de 2001 : "Uma significativa contribuição ao sadhana (prática) de cada aluno sério de Yoga ,.este novo e extenso trabalho  (cerca de 300 páginas) , resultado de mais de 10 anos de esforços , inclui uma  tradução elaborada, dicas para integrar as aulas a própria prática, referências a outros comentários  e índices para palavras-chave tanto em sânscrito como em inglês ".
A revista Hinduism Today (Julho 2010) escreve: "O mundo está inundado de yoga, yoga do riso, yoga quente, yoga SPA  cinco estrelas yoga , yoga para perda de peso e yoga para parto.Mas são poucos  os que conhecem as suas fontes autênticas e  menos ainda os que  mergulham nelas. Uma fonte como essa, que durante muito tempo ficou retida em sua língua original, o Tamil e   também traduzida para o Inglês tosco, foi libertada da obscuridade. O Tirumandiram, a obra clássica mística  escrito pelo santo Tâmil Tirumular, foi lançado numa cerimônia de gala em Chennai, na Índia, em 17 de janeiro de 2010. A edição de 10 volumes foi produzida por uma equipe de eminentes estudiosos, sob a direção do Dr. T N Ganapathy  e patrocinada por Marshall Govindan Satchitananda, Presidente da Ordem dos Acharyas de  Kriya Yoga de Babaji. A lista de convidados  para a cerimônia é um testemunho da importância deste texto, pois contou com a presença dos chefes de mosteiros Saiva em Dharmapuram, Tiruvavaduthurai e Tiruppanandal e com a presença do  Ministro do Interior da União, Sri P. Chidambaram. Há boa razão para comemorar. A tradução é de excelente qualidade e a impressão é competente. Os livros têm o mérito de serem precisos na tradução da linguagem tâmil de Tirumular  para o  inglês  e em assumir uma posição neutra e equilibrada sobre questões  ligadas a interpretação filosófica ".
K. R. Periyakaruppan, Ministro para Religião Hindu e Doações  Caridosas do Estado de Tâmil Nadu, na Índia ao reconhecer sua importância, afirma:
”A publicação de traduções para o inglês das obras literárias dos Yoguis Siddhas tamis motivou o Governo do Estado do Tâmil Nadu, na Índia, a pensar seriamente em criar uma editora para livros religiosos do Tâmil, afirma KR Periyakaruppan, Ministro para Religião Hindu e Doações  Caridosas , falando no encontro organizado  no domingo, para lançamento da série em 10 volumes da tradução em Inglês de Tirumandiram, Afirma que uma editora assim iria mostrar ao mundo a grandeza da língua tâmil ... A  edição traduzida de Os Kriya Yoga Sutras, de Patanjali e Siddhas e A Voz de Babaji: uma trilogia sobre Yoga também foram lançados na ocasião.Falaram ainda o editor dos livros M.Govindan Satchitananda, o presidente do Grupo de Empresas Sakthi ,N. Mahalingam e o Dr Ganapathy ".
Escreve  Stephane Champagne, jornalista do jornal La Presse de Montreal: "O Mestre do ashram, Marshall Govindan, e sua esposa Durga, são conhecidos em quase todo o mundo. Fomos informados que  ensinam Yoga, nos Estados Unidos, na Europa e até mesmo na Índia. M. Govindan está construindo um ashram na região de Bangalore, o Silicon Valley da Índia ".

## Bibiliografia parcial
- Babaji e a Tradição dos 18 Siddhas da Kriya Yoga ,1991, Kriya Yoga de Babaji e Publicações,8 ª edição, 2008, ISBN 978-1-895383-00-3
- Kriya Babaji Hatha Yoga: Dezoito Posturas de relaxamento e rejuvenescimento, Kriya Yoga de Babaji e Publicações, 8 ª edição,1992, 8 ª edição, 2009,ISBN  978-1-895383-03-4
- The Tirumandiram: Classic of Yoga and Tantra,, Siddha Thirumular, Editor: M. Govindan, Babaji’s Kriya Yoga and Publications,1993, 4th edition 2003, ISBN 978-1-895383-02-7
- Kriya Yoga Sutras de Patanjai e os Siddhas, Kriya Yoga de Babaji e Publicações,2000, 2 ª edição 2010, ISBN 978-1-895383-60-7
- The Yoga of the Eighteen Siddhas: An Anthology, with T.N. Ganapathy, Prema Nandakumar, S.P. Sabarathanam, P. S. Somasundaram, T.B. Siddhalingaiah, Babaji’s Kriya Yoga and Publications, 2003, ISBN 978-1-895383-24-9
- The Wisdom of Jesus and the Yoga Siddhas, Babaji’s Kriya Yoga and Publications, 2006, ISBN 978-1-895383-43-0
- How I became a Disciple of Babaji, Babaji’s Kriya Yoga and Publications,1998, ISBN 978-1-895383-04-1
- Kriya Yoga Insights Along the Path, with Jan Ahlund, Babaji’s Kriya Yoga and Publications, 2008, ISBN 978-1-895383-49-2
- Tirumandiram, with T. N. Ganapathy, S. N. Kandaswamy, T.N. Ramachandran, T.V. Venkataraman, K. R. Arumugam, P.S. Somasundaram, Babaji’s Kriya Yoga and Publications, 2010, ISBN 978-1-895383-61-4 (set)
- Kriya Yoga: A Tool in Psychotherapy, in French in Méditation et Psychothérapie, published by Albin Michel, France, 2008, a collection of presentations from the international conference March 18–19, 1994, in Lyon, France: Spiritual Approach in Psychiatry, Meditation and Psychotherapy.  For an abstract go to https://web.archive.org/web/20111001043403/http://www.essence-euro.org/iasp/lyon94-e.html
- Kriya Yoga Journal, a quarterly journal of articles related to Yoga and tantra published since 1993, in English, French, Spanish and German, Editor, Marshall Govindan, and published by Babaji’s Kriya Yoga and Publications